# Centrolepidaceae
Centrolepidaceae је фамилија монокотиледоних скривеносеменица из реда Poales. Статус фамилије постоји у већини класификационих схема монокотиледоних биљака. Обухвата 3 рода са 35 врста.